# Трудовая терапия
Трудовая терапия (трудотерапи́я), также эрготерапи́я (от греч. έργον — «труд, занятие» и θεραπεία — «лечение, оздоровление») — раздел клинической медицины, специализирующийся на оценке, развитии и восстановлении активности людей, которые в результате болезни или травмы потеряли способность двигаться, координировать движения или заниматься повседневными делами. Трудотерапия применяется в педиатрии, неврологии и нейрохирургии для помощи людям с поражением периферической и центральной нервной системы, например после травм спинного мозга и инсультов. Термин «эрготерапия» применяется в Чехии, Польше, РФ, странах Балтии, Германии, Австрии и Швейцарии. В США, Канаде, Англии, Испании, Швеции, Норвегии, Финляндии более распространено название occupational therapy, то есть «лечение занятостью». Также трудотерапевты (эрготерапевты) помогают детям с особенностями быть включёнными в повседневную жизнь. Всемирный день трудотерапии проходит ежегодно 27 октября.

## История и описание

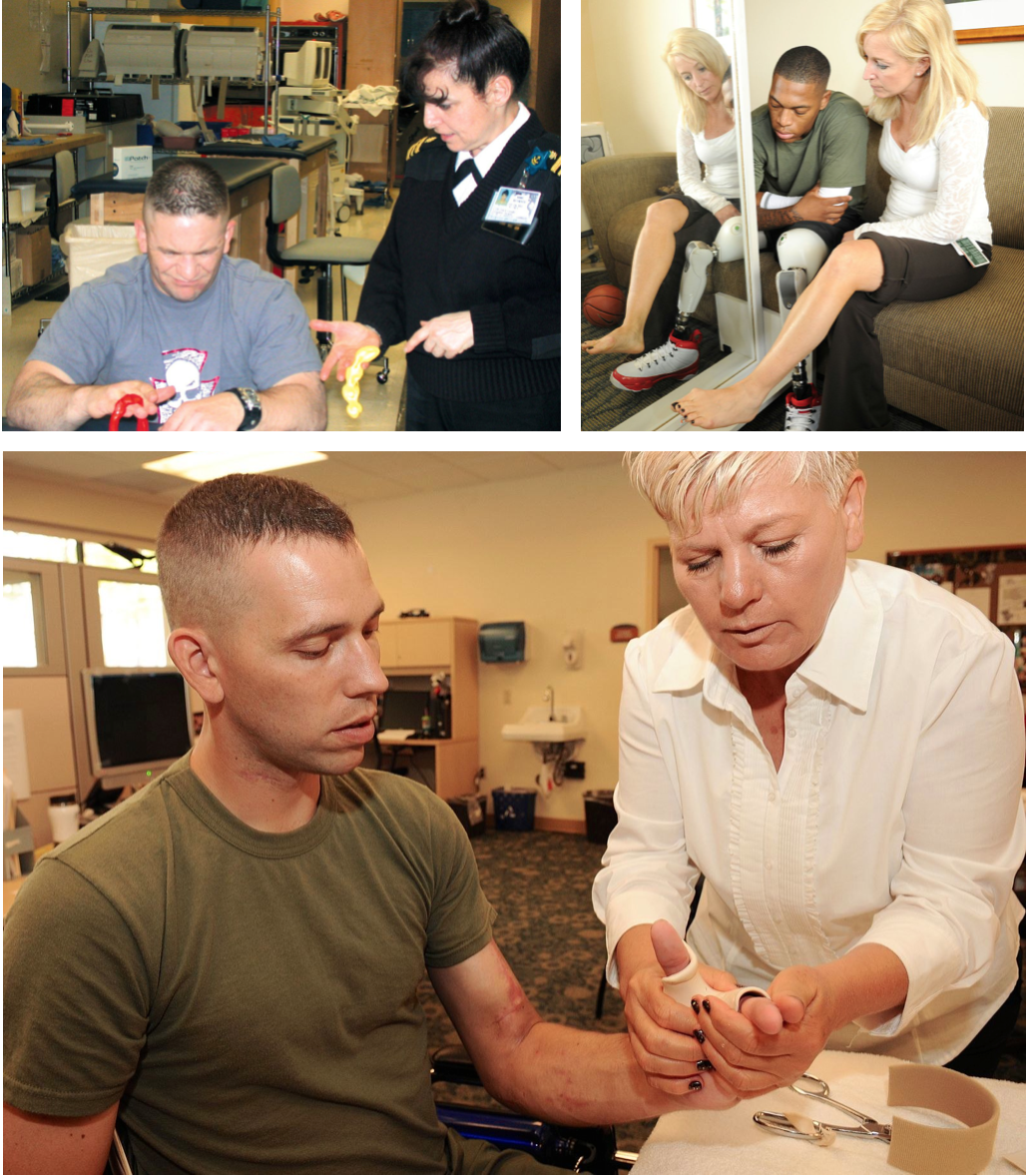
трудотерапия в США, 2017 год

Как отдельная специальность трудотерапия сформировалась после Второй мировой войны. 
В 1951 году была основана Международная организация трудотерапевтов — World Federation of Occupational Therapists, объединившая 83 страны и более 400 000 специалистов. Благодаря этому сотрудничеству с 1970 годов стали открываться первые профессиональные школы по подготовке трудотерапевтов, в 1986 году был создан Комитет эрготерапевтов Европейского сообщества. К середине 1990-х сложилась европейская сеть высших учебных заведений по трудотерапии, центр которой находится в датском городе Ольборг.
В России первая программа обучения трудотерапевтов открылась в 1999 году на базе Санкт-Петербургской государственной медицинской академии имени Ильи Мечникова при поддержке Шведской ассоциации трудотерапевтов. В 2001 году была основана Русская ассоциация эрготерапевтов (трудотерапевтов) (РАЭТ), которая с 2004 года входит в состав WFOT.
Эрготерапия — междисциплинарное направление, объединяющее знания психологии, биомеханики, физической терапии и педагогики. Основными целями эрготерапии являются восстановление или улучшение необходимых для повседневной жизни навыков, создание условий для развития и самореализации пациента через определённую занятость — повседневную активность, работу, продуктивную деятельность и досуг.
Эрготерапевт — это специалист по восстановлению социальных, бытовых, рабочих, функциональных и двигательных навыков у людей с ограниченными возможностями. В его практике используется трудотерапия, психолого-педагогические приёмы, физические упражнения, элементы мануальной терапии, массажа и подбор индивидуального оборудования. Во многих странах эрготерапевты обучаются по отдельной программе бакалавриата и магистратуры. В России эрготерапия включена в программу обучения студентов медицинских вузов по дисциплине «медицинская реабилитация». Эрготерапевт и доцент кафедры Петербургского медицинского университета имени Павлова Мария Мальцева отмечает, что на 2017 год в России работало около 100—120 эрготерапевтов, которые прошли короткие курсы, и только 4-5 человек имели специальное образование, полученное за границей.
Эрготерапия имеет клиент-ориентированный подход и направлена на значимые для пациента действия. Основные принципы были описаны Джорджем Дантоном в книге «Восстановительная терапия» ещё в 1919 году:
- деятельность необходима человеку так же, как еда и питьё;
- у каждого человека должна быть умственная и физическая деятельность;
- деятельность должна иметь для пациента смысл и вызывать положительные эмоции;
- больные разумом, телом и душой могут быть излечены с помощью деятельности[18].

## Основные направления
Рабочие программы подбираются индивидуально для каждого направления: неврологическая патология, травматология, психические расстройства, онкология, заболевания, приводящие к деформации опорно-двигательного аппарата, врождённая патология нервной и опорно-двигательной системы. Эрготерапевты работают в клиниках, госпиталях, дневных стационарах, реабилитационных центрах, санаториях, школах и дошкольных учреждениях.
В неврологической практике эрготерапевты обычно работают с последствиями инсульта — парезами, параличами, дефектами речи. В этих случаях на первом этапе восстановительного лечения программа направлена на обучение навыкам самообслуживания, например личной гигиены, одевания, поддержания баланса. Далее пациенты осваивают навыки передвижения и бытового самообслуживания. Программа травматологического профиля проходит по такой же схеме. В зарубежных странах эрготерапия для пациентов первых групп начинается в стационаре. Для этого в отделениях создаются учебные помещения, обустроенные под обстановку кухни, туалета или ванной комнаты. Занятия могут проходить индивидуально или в группах. Эрготерапевт также посещает дом пациента, чтобы выяснить условия проживания и внести необходимые изменения в обстановку, например, рекомендует установить дополнительные поручни, убрать пороги, переставить мебель и другие.
Для пациентов с такими нарушениями когнитивной функции, как синдром Дауна, умственная отсталость, болезнь Альцгеймера, и другими программа начинается с создания определённого алгоритма поведения. Обычно люди с подобными ограничениями плохо запоминают названия, но запоминают цвета и геометрические фигуры, поэтому в практике используются напоминание и обозначение предметов.

## Процесс трудотерапии
- Приём и информирование — пациенту рассказывают об услуге, исследуют его возможности в повседневной жизни, окружении и культуральных особенностях[20].
- Общая оценка пациента — этап, который помогает понять текущее состояние клиента и составить список его проблем[21]. Для проведения оценки используются наблюдение, интервьюирование пациента или ухаживающего, стандартизированные тесты, шкалы и опросники[22].
- Планирование и разработка программы вмешательства — эрготерапевт задаёт рабочие цели, выбирает способы проведения, интенсивность и продолжительность вмешательства, а также определяет запланированные результаты[23].
- Оценка эффективности — заключительный этап эрготерапии, на котором специалист сравнивает фактические результаты с запланированными и принимает решение о продолжении или прекращении программы вмешательства[24][25].

## Лечебно-производственные (трудовые) мастерские
Трудотерапия может проходить как амбулаторно, так и в стационаре медицинского учреждения в специально оборудованных трудовых мастерских. Виды работ начинаются с простых форм, с учётом состояния и навыков пациента, при поддержке врача-трудотерапевта, постепенно переходя в более сложные трудовые процессы.
Детская трудовая терапия включает в себя, например, огородные и садовые работы, наблюдение и уход за питомцами зооуголка, а также выращивание растений.
В российской психиатрической практике деятельность лечебно-трудовых мастерских осуществляется в психоневрологических интернатах, психоневрологических диспансерах, при психиатрических больницах; предполагается, что основная цель работы в ЛТМ направлена на последующее трудоустройство. На сайте одного из психоневрологических интернатов говорится, что при направлении на работу в ЛТМ пациента психоневрологического интерната лечащий врач должен разъяснить ему цели и значение вовлечения в трудовой процесс и что трудотерапия должна занимать не более четырёх часов в день. Виды работ (цеха, мастерские): швейный, прикладной, картонажный, сборочный, полиграфический.